# Дедовск
Дедовск (рус. Дедовск) град је у Русији у Московској области. Према попису становништва из 2010. у граду је живело 29108 становника.

## Становништво
| 1939.  | 1959.  | 1970.  | 1979.  | 1989.  | 2002.  | 2010.  |
| ------ | ------ | ------ | ------ | ------ | ------ | ------ |
| 13.529 | 19.549 | 25.251 | 29.641 | 30.740 | 27.662 | 29.108 |